# Ricola

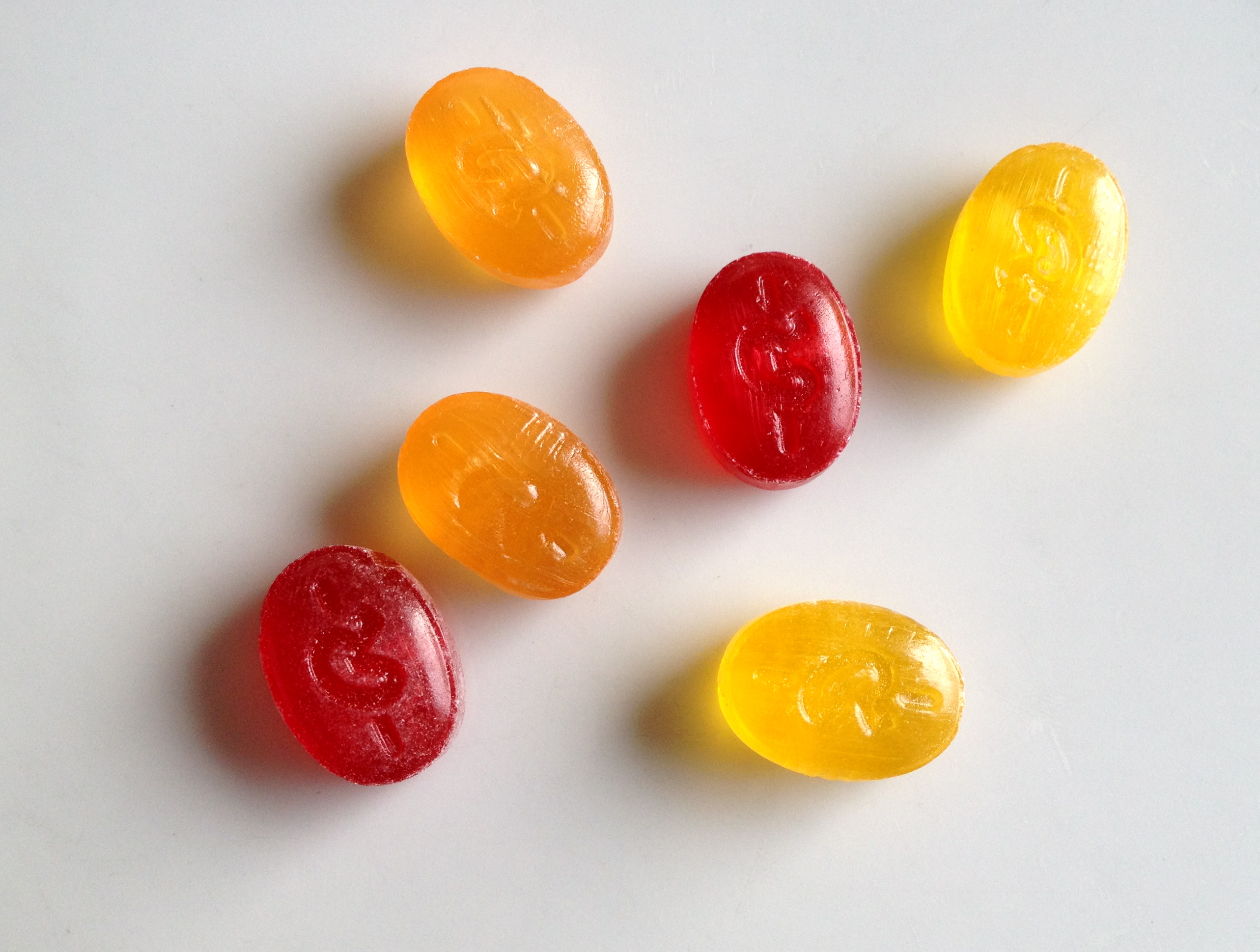

Ricola Ltd./Ricola AG — швейцарский производитель леденцов от кашля и мятных конфет. Продукты компании включают в себя натуральные растительные компоненты, выращиваемые исключительно на швейцарской почве без использования пестицидов, инсектицидов или гербицидов. Штаб-квартира Ricola находится в коммуне Лауфен (Базель-Ланд).

## Бизнес
Для того, чтобы получить достаточно трав для производства, Ricola сотрудничает более с чем сотней самоуправляемых хозяйств в Вале, Эмментале, Валь Поскьяво и хозяйств у южного подножия гор Юра, в центральной Швейцарии и в Тичино.

## История
История Ricola началась в 1930 году, когда Эмиль Вильгельм Рихтерих основал Confiseriefabrik Richterich & Со. Laufen после покупки маленькой булочной в Лауфене, недалеко от Базеля. Richterich специализировалась на сладких кондитерских изделиях "Fünfermocken, " напоминавших карамель. В 1940 году Рихтерих открывает Ricola’s Swiss Herbal Sweet inc., тогда же он представляет смесь из 13 трав. В 1950-е становятся популярны ароматные травяные чаи или отвары: Ricola начинает выпуск травяного чая.
В 1967 году Эмиль Рихтерх и его сыновья Ганс Питер и Альфред переименовывают компанию в Ricola. Название компании — это первые слоги слов Richterich & Compagnie Laufen. В 1970-х годах начинается экспорт продукции компании на внешние рынки. В конце десятилетия Ricola переезжает в новый, специально построенный завод в непосредственной близости от Лауфена, где находится её штаб-квартира.
В 1980-х годах Ricola начала рекламироваться по телевидению. Компания предлагала травяные продукты без сахара в эпоху возросшей заботы о здоровье зубов. В 1988 году компания начала упаковывать свою продукцию в небольшие коробочки.
Сейчас компания находится под управлением Феликса Рихтериха, сына Ханса Питера и внука основателя. На современном этапе Ricola экспортирует продукцию более чем в 50 стран Азии, Северной Америки и Европы.

## Травы

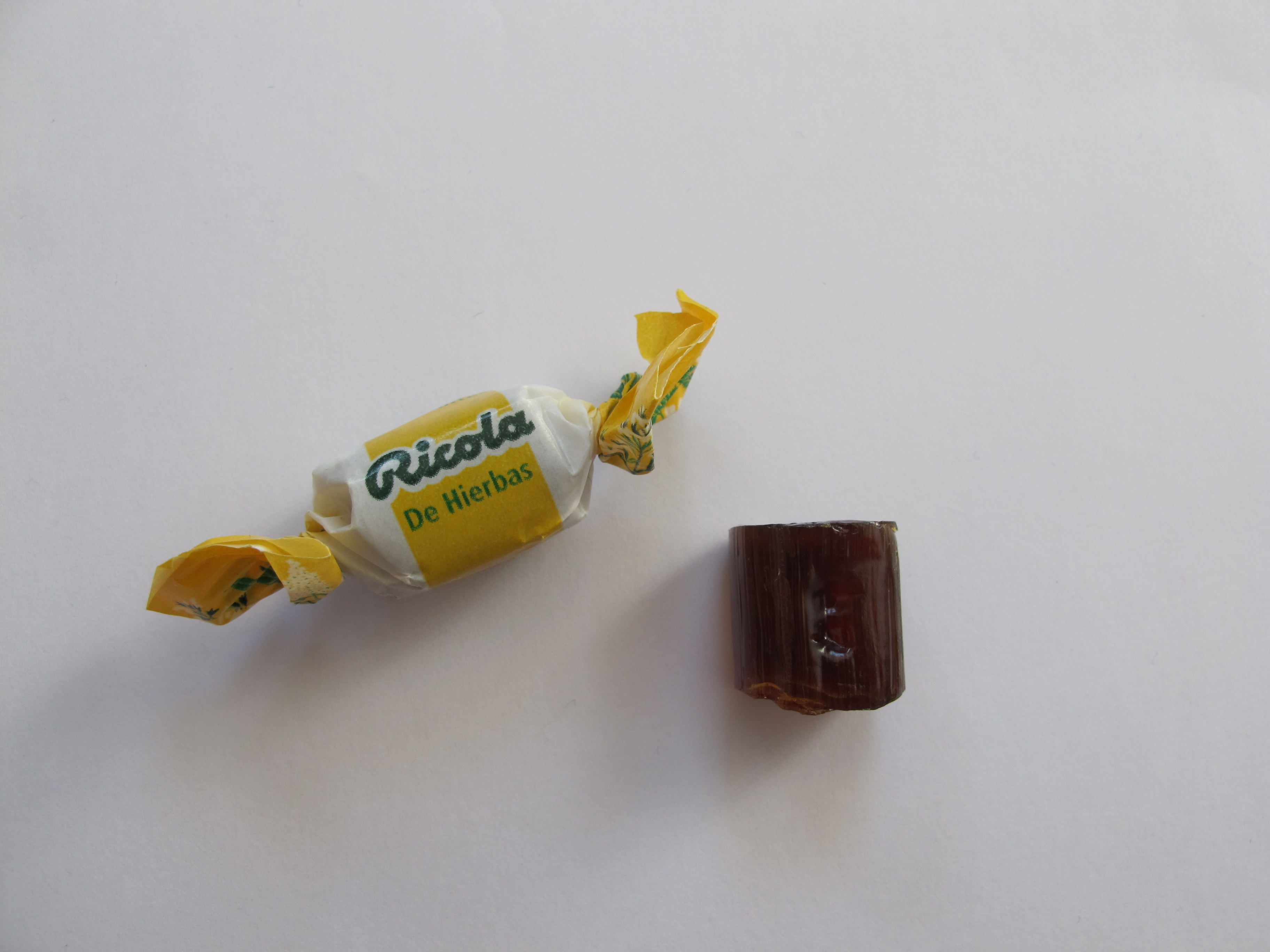
Травяная конфета Ricola от кашля

В то время как действующим веществом в большинстве продуктов Ricola указывается ментол, важной частью состава продукции заявлена смесь из 13 швейцарских трав.
- Бузина чёрная (Sambucus nigra)
- Шандра (Marrubium vulgare)
- Мальва (Malva silvestris)
- Мята перечная (Mentha × piperita)
- Шалфей лекарственный (Salvia officinalis)
- Тимьян (Thymus vulgaris)
- Первоцвет (Primula veris)
- Бедренец камнеломковый (Pimpinella saxifraga)
- Тысячелистник (Achillea millefolium)
- Алтей лекарственный (Althaea officinalis)
- Манжетка (Alchemilla vulgaris)
- Вероника лекарственная (Veronica officinalis)
- Подорожник ланцетолистный (Plantago lanceolata)

## Производство трав
Ricola имеет шесть шоу садов в Швейцарии. Гости травяных садов могут узнать об оригинальных травяных смесях, в их естественной среде обитания и узнать все о выращивании и энергии трав. Сады можно посетить в качестве туристической достопримечательности и расположены они в следующих местах:
- Нецлинген, возле штаб-квартире компании
- Трогберг, гора в кантоне Золотурн
- Клевенальп близ Беккенрид
- Кандерштег в Бернер Оберланд
- Церматт в Вале
- Понтрезина в южной части Граубюнден

Ricola гарантирует, что её возделывания расположены вдали от промышленных объектов или дорог, чтобы избежать контакта с вредными выбросами. Более 100 самоуправляемых хозяйств имеют договоры с Ricola и находятся в Вале, Эмментале, Пушлаве и Юра, в Центральной Швейцарии и Тичино. При выращивании трав не используются пестициды, инсектициды или гербициды.

## Награды и премии
Компания завоевала несколько наград:
- «Самый надёжный бренд» в 2008, 2010, и 2011 годах по версии читателей Reader’s Digest.
- «SwissAward 2010» — Феликс Рихтерих получил награду в категории «Бизнес».
- «Power Brand 2010» — входит в Топ-20 швейцарских марок (Brand Asset Valuator by Young & Rubicam).
- Государственная премия Швейцарского Института Упаковки (Swiss Packaging Institute) в 2008 году.
- «Best Taste Award 2008» — получена награда от International Taste and Quality Institute в Брюсселе, Бельгия.
- «the EFFIE prize» — золотая медаль в Германии за кампанию в Финляндии и Австралии.